# Битва біля Шарлеруа
Битва біля Шарлеруа (фр. Bataille de Charleroi; нім. Schlacht an der Sambre) — битва, що сталася 21—23 серпня 1914 року між французькою 5-ою армією та німецькими 2-ю і 3-ю арміями і була складовою частиною низки боїв на Західному фронті, загальновідомих як Прикордонна битва (7 серпня — 13 вересня 1914 року) за часів Першої світової війни.
Французи планували провести наступ через річку Самбр, але німці атакували першими, перетнувши річку Маас поблизу Дінана, відтіснили французів від річки та майже відрізали французькій армії шлях до відступу та обійшли противника з правого флангу. Французів врятувала контратака під Дінаном і перенаправлення 3-ї армії на північний захід на підтримку 2-ї армії, а не на південний захід. Французькій армії загрожувала катастрофа, якби 3-тя німецька армія діяла активніше. Усвідомивши загрозу повного оточення своїх військ, командувач 5-ї французької армії генерал Ланрезак, не очікуючи наказу від вищого командування, почав відводити війська з можливого кільця оточення і в такий спосіб врятував більшість своїх військ.

## Історія
До 20 серпня 5-та армія (генерал Шарль Ланрезак) почала зосереджуватися на фронті довжиною 40 км вздовж річки Самбр з центром поблизу Шарлеруа та простягалася на схід до бельгійської фортеці Намюр. Кавалерійський корпус (генерал Андре Сорде) прикривав лівий фланг 5-ї армії та район зосередження Британських експедиційних сил у Монсі. Після перекидання військ до Лотарингії на цьому напрямку у французів було 15 дивізій, які протистояли 18 німецьким дивізіям 2-ї (генерал Карл фон Бюлов) і 3-ї армій (генерал-полковник Макс фон Гаузен), що рухалися на південний захід від Люксембургу до Маасу.
Даючи дозвіл на атаку через річку Самбр, Жоффр очікував, що німецькі сили нараховуватимуть не більше ніж з 18 дивізій, яким будуть протистояти 15 дивізій Ланрезака з підкріпленням, що прибудуть з БЕК, та посилення з трьох дивізій. Ланрезак, однак, вважав, що німецькі сили набагато більше, фактично ближче до реальної цифри у 38 дивізій. Тому він попросив відкласти атаку на 21 серпня, вважаючи за краще дочекатися прибуття британських експедиційних сил.

### 21 серпня
Вранці 21 серпня французький головнокомандувач, голова Великого генерального штабу (GQG) Жозеф Жоффр проінформував Ланрезака і британців, що німецькі війська рухаються на захід. Згідно з довоєнним планом XVII, 3-тя і 4-та армії повинні були рухатися відповідно до Арлона і Нефшато, а потім намагатися атакувати ворожі сили в бельгійському Люксембурзі. 5-ій армії було наказано прикривати Маас до Намюра, а британці повинні були просуватися у загальному напрямку на Суаньї, на північний схід від Монса.
Ланрезак вивів 5-ту армію на позиції поздовж Самбра і доповів про свої дії Жоффру пізніше того ж дня, близько 12:30. Але, на той час він не мав інформації, що передові німецькі підрозділи вже вступили в бій з його авангардом між Намюром і Шарлеруа.
О 14:00 Ланрезак був поінформований бельгійським генералом Едуаром Мішелем, командиром авангарду в Намюрі, про перші зіткнення з німцями. До вечора передові підрозділи 19-ї дивізії між Флорефу та Жемеп-сюр-Самбр відбили німецькі штурми. Звіти полонених свідчили про присутність значних сил німців. Близько 21:00 війська 20-ї дивізії вступили в бій західніше Арсімона з посиленим полком німців, і командир корпусу Дефорж, який у взаємодії з 1-й та 3-й корпусами організував оборонні позиції навколо Фоссе, наказав відступити своїм частинам. Це означало, що німцям вдалося перетнути Самбр.
На фронті 3-го корпусу підрозділи першого ешелону 5-ї дивізії були атаковані близько 15:00. Незважаючи на перші невдачі, німці продовжували нарощувати свої атаки і форсували біля Таміні, Розелі та Езо. Французька контратака, проведена поблизу Езо, вибила німців із захоплених позицій, але не змогла відкинути німців з жодного іншого плацдарму. О 23:00 командир корпусу Сорде доповів Ланрезаку, що 5-та дивізія продовжує спроби відбити мости.

### 22 серпня
Наступного дня фон Бюлов відновив свої атаки, розгорнувши наступ трьох своїх корпусів по всьому французькому фронту. Бої були запеклими, але заплутаними, вони тривали протягом всього дня і навіть наступного. Центр французьких військ у Шарлеруа зазнав великих втрат і відступив, тоді як французький корпус західніше Шарлеруа утримував свої позиції, як і корпус генерала Франше д'Еспере на сході. На жаль, відступ Кавалерійського корпусу генерала Сорде на крайньому західному фланзі оголив праве крило пізно прибулого Британського експедиційного корпусу в Монсі.
У звіті наступного ранку Ланрезак доповів Жоффру про активні дії кайзерівської армії в їхній спробі завоювати Намюр. Доповідаючи про стан 10-го і 3-го корпусів, він просив, щоб 4-та армія «якнайшвидше дала про себе знати» і прийшла на допомогу його армії, яка опинилася у важкому становищі.

### 23 серпня
Бої тривали 23 серпня, коли французькі війська в центрі оборонних позицій навколо Шарлеруа почали відступати.
3-тя кайзерівська армія форсувала Маас і атакувала правий фланг французів, де оборонялися формування 1-го корпусу. Атака загрожувала перерізати лінію відступу 5-ї армії, але 1-й корпус зміг зупинити німецький прорив контратакою. Після відступу з Намюра та отримання новин про відступ 4-ї армії з Арденн Ланрезак наказав військам своєї армії відступити, щоб не потрапити в оточення та бути відрізаною від головних сил французької армії.